# O-아실슈도트로핀

O-아실슈도트로핀의 일반적인 화학 구조

O-아실슈도트로핀(영어: O-acylpseudotropine)은 하이드록시기가 아실기로 치환된 슈도트로핀의 유도체이다.
아실슈도트로핀들은 슈도트로핀 아실기전이효소에 의해 슈도트로핀으로부터 생성된다.

## 같이 보기
- 트로핀
- 트로파코카인
- 아트로핀
- 트로피논